# John Hall (cầu thủ bóng đá, sinh năm 1944)
John Franklin Hall (sinh ngày 18 tháng 4 năm 1944) là một cầu thủ bóng đá người Anh có số lần ra sân nhiều thứ ba của Bradford City, khi thi đấu 430 trận cho. Ông thi đấu ở vị trí tiền vệ chạy cánh phải.

## Sự nghiệp
Hall trải qua một mùa giải tại Huddersfield Town trước khi sang West Yorkshire để gia nhập Bradford City theo dạng nghiệp dư vào tháng 5 năm 1961. Một năm sau, ông trở thành cầu thủ toàn thời gian tại Valley Parade. Trong 13 năm tiếp theo, ông thi đấu 430 trận ở Giải vô địch, 21 trận ở Cúp FA và 23 trận ở Cúp Liên đoàn cho City ở vị trí tiền vệ chạy cánh phải. Chỉ có Ces Podd và Ian Cooper thi đấu nhiều trận hơn cho Bradford City.
Ông là cầu thủ ghi bàn xuất sắc. Ông là vua phá lưới của câu lạc bộ mùa giải 1966–67 và nhiều bàn thắng của ông đến từ đầu hoặc cuối mùa giải. Ông ghi được 63 bàn ở giải vô địch và 9 bàn ở cúp cho City.
Vào tháng 6 năm 1974 ông rời Bradford City để gia nhập đội non-league Gainsborough Trinity, và một năm sau đó gia nhập Guiseley. Vào tháng 8 năm 1978 ông chơi cho Leeds Ashley Road.